# 백제의 멸망
백제의 멸망(百濟 ― 滅亡)은 660년에 신라와 당나라 연합군이 백제를 정복한 사건을 가리킨다.
7세기 중엽, 당나라는 백제와 원한 관계가 심화되고 있었지만 정벌 의사는 없었다. 그러나 신라의 외교적 노력에 따라 고구려를 침공하기 위해 준비한 물자를 백제 정벌에 투입했다. 신라의 태종무열왕은 상대등 김유신으로 하여금 5만 정예군을 출병시켰고, 당 고종은 고구려를 정벌하기 위해 준비한 대규모의 함선을 이용해 소정방으로 하여금 총 13만 대군을 출병시켰다.

## 배경
신라의 백제 정벌의 배경에는 백제의 쇠퇴에 있었다. 당시 백제 의자왕은 사치와 향락에 빠져서 성충과 흥수 같은 충신들을 귀양 보내 죽이는 등 혼란에 빠져 있었다. 무리한 왕권 강화로 인한 왕자들의 다툼과 귀족들의 분열로 백제는 준내전 상태에 이르렀고, 이 틈을 노려 신라의 태종무열왕와 동맹국 당나라는 당시 동아시아의 명장이었던 김유신과 소정방을 필두로 하는 연합군을 구성하였다.

## 백제의 참패
당나라의 고종(高宗)은 신라의 태종무열왕을 우이도행군총관으로 삼았고, 태종무열왕의 명령을 받은 대장군 김유신(金庾信)은 정예 군사 5만 명을 거느리고 7월 9일(음력 5월 26일) 출발하여, 7월 30일(음력 6월 18일) 지금의 이천 지역인 남천정에 대기하였다. 음력 6월, 당나라의 고종(高宗)은 조서를 내려 좌무위대장군(左武衛大將軍) 소정방을 신구도행군대총관(神丘道行軍大摠管)으로 삼아, 좌효위장군(左驍衛將軍) 유백영, 우무위장군(右武衛將軍) 풍사귀, 좌효위장군(左驍衛將軍) 방효공을 거느리고 군사 13만 명을 통솔하게 하였다. 소정방이 군사를 이끌고 성산(城山)으로부터 바다를 건너 백제 서쪽의 덕적도(德積島)에 이르렀다. 8월 2일(음력 6월 21일) 덕적도에서 신라의 태자 김법민은 신라 제1군 5만 명을 이끌고 당나라 군을 맞이한다. 이때 두 나라의 군대는 8월 21일(음력 7월 10일) 백제 사비성에서 만나기로 약속한다.
김유신이 이끄는 신라 제2군 5만 명은 이천에서 남하한 뒤 탄현을 넘어 진격했다. 그리고 태종무열왕의 신라 제3군 10만 명의 주력군이 금성을 출발해 백화산에 진을 쳤다. 그리고 기타 4만 명의 병력 등 총 신라의 18만 대군이 진군했다.
의자왕은 두 나라가 고구려를 공격할 것이라고 생각해 준비를 하지 않는 패착을 저질렀다. 이를 뒤늦게 알아차린 의자왕은 연합군의 동향과 대책을 급하게 논의했다. 좌평 의직이 말하기를, “당군은 멀리 아득한 바다를 건너왔으므로 물에 익숙지 못한 자는 배에서 반드시 피곤할 것이다. 그들이 육지에 내렸을 때에는 사기가 아직 안정되지 않았을 것이므로, 급히 치면 뜻한 바를 얻을 수 있다. 신라가 강국이라 한들 대국의 후원을 믿고 있는지라, 기강이 약할 것이다. 만일 당군의 위엄이 먼저 떨어진다면, 반드시 의심하고 두려워할 것이므로 빠르게 진격하지는 못할 것이다. 고로 먼저 당군과 결전하는 것이 좋을 것이다.” 하였다. 반면 달솔 상영은 “그렇지 않다. 당군은 멀리서 와서 속히 싸우려 할 것이니, 그 예봉(銳鋒)을 감당하지 못할 것이다. 그러나 백제군은 신라군에게 이겨본 적도 있으므로, 저들의 위세에 두려워하면 안된다. 오늘의 계책은 마땅히 당군의 길을 막아 그 군사가 쇠약해지기를 기다렸다가, 먼저 절반의 군사로 하여금 신라군을 치게 하여, 그 예기(銳氣)를 꺾은 연후에 형편을 엿보아 세력을 합하면, 군사를 온전히 하고 나라를 보전할 수 있다.”라 하였다. 의자왕은 몹시 망설이며 결정을 내리지 못했다. 한편 좌평 흥수가 죄를 얻어 고마미지현(古馬彌知縣)에 유배되어 있었다. 사람을 보내 그에게 물었고, 흥수가 이르기를 “당병은 원래 수가 많고 군율이 엄하고 강하다. 더구나 신라와 연합하여 기각(掎角)을 이루니 평원에서 전면전을 벌인다면 반드시 우리가 질 것이다. 백강(白江)과 탄현(炭峴)은 우리 나라의 요로(要路)이다. 백제군이 먼저 주둔하여 당병이 백강(白江)에 들어오지 못하게 하고, 신라군이 탄현(炭峴)을 넘지 못하게 하면서, 여러 겹으로 막아서 굳게 지키다가 그들의 재물과 양곡이 다하고 사졸이 지치기를 기다린 연후에 힘을 떨쳐 그들을 치면 반드시 깨뜨릴 것이다.”라 하였다.
그러나 대신들은 흥수의 말을 평가하기를, “흥수는 묶여있은 지 오래이므로 임금을 원망하고 나라를 사랑하지 않을 것이므로 믿을 수가 없다. 당병이 물결을 따라 백강(白江)으로 들어오게는 하되 배를 나란히 하지 못하게 하고, 신라군이 탄현(炭峴)으로 올라오게는 하되 좁은 길을 따라 말을 나란히 하지 못하게 하는 것이 낫다. 이때 군사를 거느리고 친다면, 새장 안의 닭이나 그물 안의 물고기를 죽이는 것과 같다.”라 하였다. 의자왕은 대신들의 고언을 채택하였고 이미 백강과 탄현을 지난 연합군에 맞서기 위해, 좌평 충상과 달솔 상영, 계백으로 하여금 5천을 거느리고 황산(黃山)에 나아가 신라군을 막게 하였고, 좌평 의직으로 하여금 2만 결사대로 백강을 막게 하였다. 그러나 당군은 백강에서 의직의 2만 백제군은 전멸시키고, 신라군보다 먼저 사비성에 이르렀다.
황산벌에서 5천의 백제군은 작은 전투를 네 번 이겼으나 전면전에서 김유신의 전술에 당하여 전멸하고, 계백은 사망했다. 그러나 충상과 상영은 항복하였다. 이후 김유신은 웅진강(熊津江) 입구에, 소정방은 도성(都城) 30리쯤 되는 곳에 주둔했다. 백제군이 연합군의 진격을 막았으나 번번히 패했다. 660년 음력 7월 13일, 의자왕은 태자 효와 함께 북쪽 변경의 웅진성에서 전열을 정비하여 흑치상지와 함께 반격을 준비 하였다. 김유신과 소정방은 사비성을 포위했고, 왕자 태는 스스로 즉위하여 왕이 되어 상좌평 천복과 함께 사비성을 방어하였다. 그러나 태자의 아들 문사와 대좌평 천복, 왕자 융은 태를 경계하며 신라군에게 항복했다. 법민(法敏)이 융을 말 앞에 꿇어 앉히고 그 얼굴에 침을 뱉으며 꾸짖어 말하기를, "예전에 너의 아비가 나의 누이를 원통히 죽여 옥중에 파묻은 일이 있었는데, 나로 하여금 20년 동안 마음을 아프게 하고 머리를 앓게 하였다. 오늘 너의 목숨은 내 손에 달려 있다 "고 하니 부여융은 땅에 엎드려 사죄하였다.
드디어 연합군은 사비성을 함락시켰고, 660년 음력 7월 18일, 웅진성에서 전열을 정비하여 반격을 준비하던 의자왕은 웅진성주 예식진의 배신으로 나당 연합군에게 건네지게 된다. 7월 29일, 태종무열왕은 금돌성(今突城)에서 소부리성(所夫里城)에 이르러, 제감(弟監) 천복(天福)을 당나라에 보내 싸움에서 이겼음을 알렸다. 660년 음력 8월 2일, 연합군은 주연(酒宴)을 크게 베풀고 장병들을 위로하였다. 태종무열왕과 김유신, 소정방 등 연합군 장수들은 당상(堂上)에 앉고, 의자왕과 융은 당 아래에 앉혀서 단체로 의자왕으로 하여금 술을 따르게 하니, 백제의 좌평 등 여러 신하 중 목이 메어 울지 않는 사람이 없었다.
이날 대야성(大耶城)의 검일과 함께 백제군과 내통한 모척을 붙잡아서 목을 베었다. 또한 검일을 문책하며, “대야성에서 모척과 모의하여 백제의 군사를 끌어들이고 창고에 불을 질러서 없앴기 때문에 온 성안에 식량을 모자라게 하여 싸움에 지도록 하였으니 그 죄가 하나이고, 품석(品釋) 부부를 윽박질러서 죽였으니 그 죄가 둘이고, 백제와 더불어서 본국을 공격하였으니 그것이 세 번째 죄이다.”라고 하였다. 이에 사지를 찢어서 그 시체를 강물에 던졌다.
660년 음력 9월 3일, 낭장(郎將) 유인원이 군사 1만 명으로 사비성에 남아서 지켰는데, 신라의 왕자 김인태가 사찬(沙湌) 일원(日原), 급찬(級湌) 길나(吉那)와 함께 군사 7000명으로써 보좌하였다. 소정방은 의자왕과 왕족⋅신료 93명, 백제인 1만 2000명을 데리고 당나라로 돌아갔다. 김인문과 사찬 유돈(儒敦), 대나마(大奈麻) 중지(中知) 등이 동행했다.

## 결과
660년 백제가 멸망하고, 소정방은 왕과 태자 효(孝)·왕자 태(泰)·융(隆)·연(演) 및 대신과 장사(將士) 88명과 백성 12,807명을 당나라의 경사(京師)로 보냈다. 멸망 당시 백제에는 5부(部)·37군(郡)·200성(城)·76만호(萬戶)가 있었다. 당나라는 웅진(熊津)·마한(馬韓)·동명(東明)·금련(金漣)·덕안(德安)의 5개의 도독부(都督府)를 나누어 두고 각각 주·현(州·縣)을 통할하게 하였고, 우두머리〔渠長〕들을 발탁하여 도독(都督)·자사(刺史)·현령(縣令)으로 삼아 이로써 이들을 다스렸다. 낭장(郞將) 유인원(劉仁願)에게 명령하여 도성(都城)을 지키게 하고 또, 좌위랑장(左衛郞將) 왕문도(王文度)를 웅진도독(熊津都督)으로 삼아 남은 백성들을 위무하였다. 정방(定方)이 사로잡은 바로써 알현하니, 당 황제는 그를 꾸짖고는 용서하였다. 의자왕은 같은 해에 노망으로 사망했다.

## 같이 보기
- 황산벌 전투
- 신라의 삼국 통일

## 참고 문헌
- 김부식 (1145), 《삼국사기》 〈권28 백제본기 제육(百濟本紀第六) 의자왕(위키문헌 번역본)〉 /(국사편찬위원회 > 한국사데이타베이스 번역본)